# Беджанян, Ованес Карапетович
Ованес Карапетович Беджанян (15 [28] января 1915, Тифлис — 10 февраля 1976, Ереван) — советский армянский скульптор. Заслуженный художник Армянской ССР (1967). Отец музыканта и скульптора Давида Беджаняна.

## Биография
Ованес Беджанян родился в 1915 году в Тифлисе (ныне Тбилиси, Грузия). Жил и работал в Ереване. В 1934 году окончил Ереванское художественное училище.
В 1940 году вступил в КПСС. С 1940 года принимал участие в художественных выставках. В 1942 году в Ереване состоялась выставка его произведений.

## Работы
Станковая скульптура

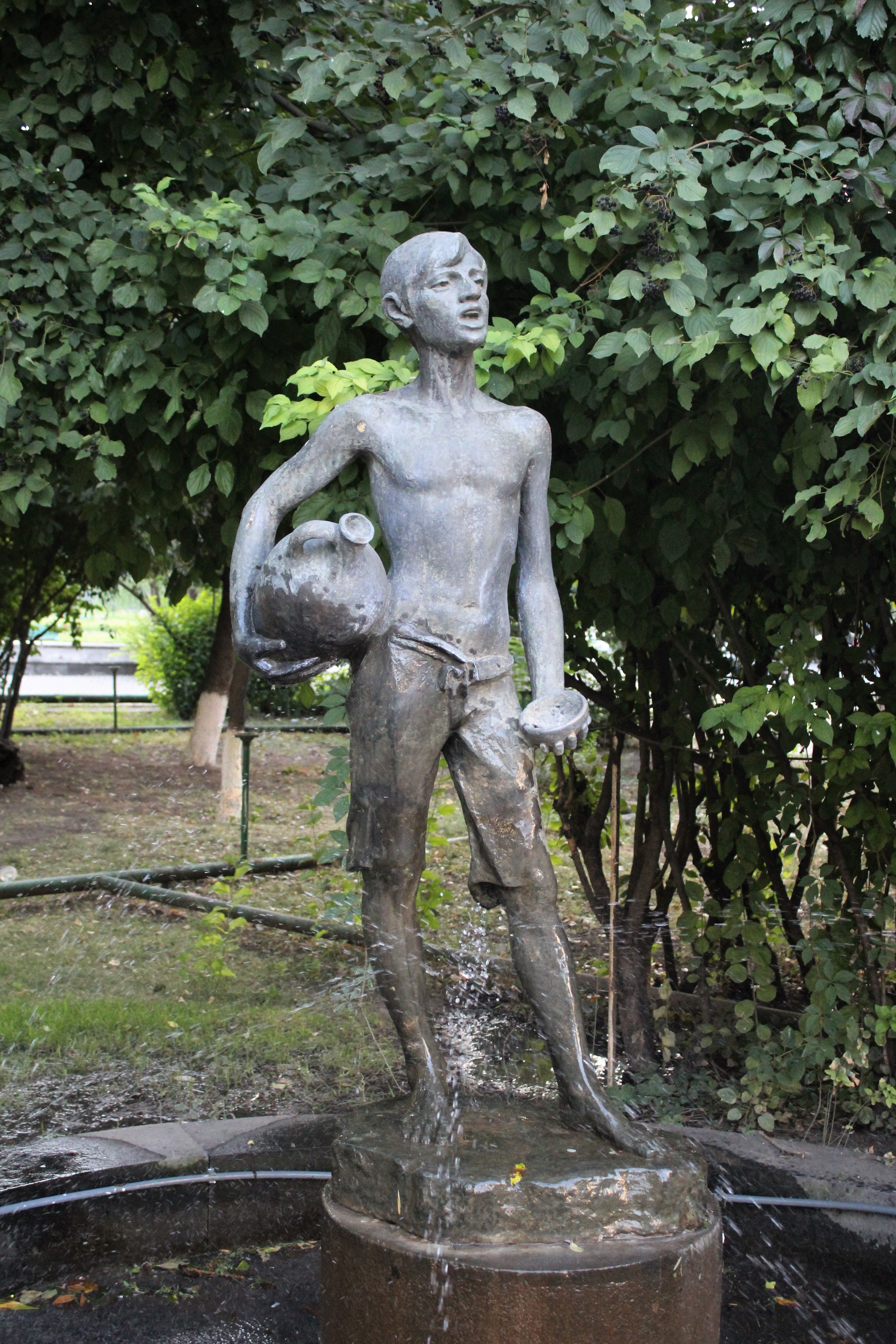
Мальчик, продающий воду

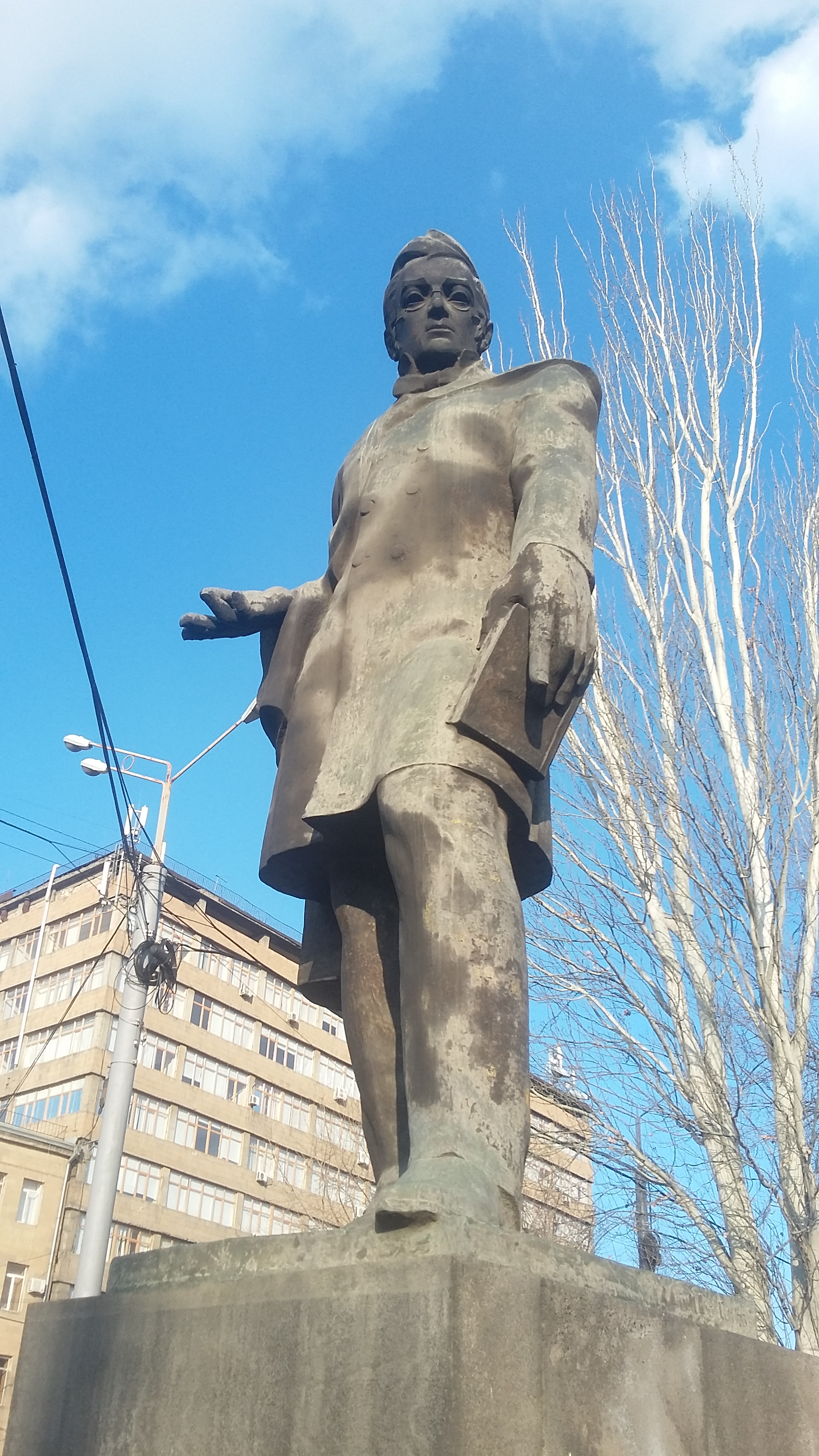
Памятник А. С. Грибоедову

- «Портрет народной артистки Армянской ССР О. Гулазян» (гипс, 1940, Театральный музей, Ереван)[3]
- «Давид Сасунский» (бронза, 1939)[3]
- «Пулеметчик» (гипс, 1942)[3]
- «Колхозница» (дерево, 1943)[3]
- «Портрет Героя Социалистического Труда А. Хачатряна» (дерево, 1944)[3]
- «Саят-Нова» (бронза, 1953)[3]
- «В. И. Ленин» (мрамор, 1954; дерево, 1963)[3]
- «Автопортрет» (дерево, 1956, Картинная галерея Армении)[3]
- «Портрет художника А. А. Чилингаряна» (дерево, 1957)[3]
- «Фридрих Энгельс» (дерево, 1960)[3]
- «Пограничники» (дерево, 1962, Картинная галерея Армении)[3]
- «С. Г. Шаумян» (дерево, 1972)

Монументальная скульптура
- «Мальчик, продающий воду» (бронза, 1970, Ереван)
- Памятник А. С. Грибоедову (бронза, 1974, Ереван)[4]

Офорты
- «Пушкинский сквер в Ереване» (1938)[3]
- «Шангавитский мост» (1939)[3]